# برج التجارة
برج التجارة (بالكورية: 트레이드타워)، هو أحد أطول المباني في كوريا الجنوبية، يقع في حي غانغنام، ويعد جزءًا من مركز التجارة العالمي في سيول. بني البرج المكون من 54 طابقًا في عام 1988 ويبلغ ارتفاعه 748 قدمًا (228 مترًا).
يمتاز التصميم المعماري للبرج بأنه يشبه برجين رباعيي المستويات في صورة متقابلة كمرآة. يشكل البرج جزءًا من مجمع كويكس الشهير. يضم الطابق 52 من البرج مطعمًا يوفر إطلالة مميزة على المدينة.
يُستخدم البرج بشكل رئيسي لأغراض تجارية ومكتبية، وقد برز في الثقافة الشعبية كأحد المواقع الظاهرة في الفيديو الموسيقي الشهير غانغنام ستايل للمغني ساي. يتصل مباشرة بمحطة مترو سامسونغ، مما يعزز سهولة الوصول إليه ويزيد من أهميته كمعلم سياحي وتجاري.